# Јандро Чипор
Јандро Чипор (Вурот, код Сиска, 1902 — Чунтић, почетком новембра 1941), учесник Народноослободилачке борбе и народни херој Југославије.

## Биографија
Рођен је 1902. године у у селу Вурот код Сиска, у имућној земљорадничкој породици.
Пре Другог светског рата био је земљорадник и члан Хрватске сељачке странке, али је по својим назорима био близак комунистима. Члан Комунистичке партије Југославије постао је 1935. године.
Учесник Народноослободилачке борбе је од 1941. године. У мају је изабран за члана Окружног комитета КПХ за Сисак. Приликом формирања Сисачког партизанског одреда, ушао је у његов састав.
Почетком новембра 1941. године, упао је у усташку заседу у селу Чунтић и погинуо у размени ватре с непријатељем.
Указом председника Федеративне Народне Републике Југославије Јосипа Броза Тита, 21. новембра 1953. године, проглашен је за народног хероја.